# Andreas Ogris
Andreas Ogris (Bécs, 1964. október 7. –) válogatott osztrák labdarúgó, csatár, edző. Testvére Ernst Ogris (1967–2017) labdarúgó.

## Pályafutása

### Klubcsapatban
A Florisdorfer AC, a Favoritner AC, majd az Austria Wien korosztályos csapatában kezdte a labdarúgást. 1983 és 1997 között többnyire az Austria játékosa volt. Közben 1990–91-ben a spanyol RCD Espanyol csapatában szerepelt. 1992-ben kölcsönjátékos volt a LASK Linznél. Az Austriával öt bajnoki címet és három osztrák kupagyőzelmet szerzett. 1990-ben az év osztrák labdarúgójának választották. 1997–98-ban az Admira/Wacker együttesében fejezte be az aktív labdarúgást.

### A válogatottban
1986 és 1997 között 63 alkalommal szerepelt az osztrák válogatottban és 11 gólt szerzett. Tagja volt az 1990-es olaszországi világbajnokságon részt vevő csapatnak.

### Edzőként
2001–02-ben az 1. Simmeringer SC, 2002 és 2004 között a Polizei/Feuerwehr, 2004–05-ben az ASK Schwadorf, 2005–06-ban ismét Simmering, 2008 és 2010 között a Floridsdorfer AC vezetőedzője volt. 2014 óta az Austria Wien amatőr csapatánál dolgozik edzőként. 2015-ben ideiglenes az első csapat vezetőedzője volt.

## Sikerei, díjai
- Az év osztrák labdarúgója (1990)

 Austria Wien
- Osztrák bajnokság
  - bajnok (5): 1983–84, 1984–85, 1990–91, 1991–92, 1992–93
- Osztrák kupa
  - győztes (3): 1990, 1992, 1994